# Johann Daniel Saure
Johann Daniel Saure (* 8. Februar 1748 in Landau; † 7. Februar 1825 ebenda) war ein deutscher Landwirt, Bürgermeister und Landstand des Fürstentums Waldeck.

## Leben
Saure war der Sohn des Landwirts Johann Conrad Saure (getauft 26. Mai 1726 in Landau; † 21. Juli 1800 ebenda) und dessen Ehefrau Maria Elisabeth Gottmann (* um 1719 in Lütersheim (?); † 14. Juni 1782 in Landau). Er war evangelisch und heiratete am 12. Februar 1771 in Landau Catharina Elisabeth Hachmeister (* 18. August 1753 in Landau; † 8. Juni 1815 ebenda), die Tochter des Schlagmüllers Johann Magnus Hachmeister (Hagermeister) und der Christiane Elisabeth Müller. Nach dem Tod der ersten Ehefrau heiratete er am 18. Dezember 1816 in Landau in zweiter Ehe Marie Louise Daude (* 7. April 1752 in Landau; † 22. Juli 1820 ebenda), die Witwe des Landauer Pfennigmeisters Johann Conrad Merten (Maerten) und Tochter des herrschaftlichen Stallknechts Johann Wilhelm Daude und der Susanna Elisabeth Behr. Aus der ersten Ehe ging der Sohn Carl hervor. Dessen Sohn Philipp Saure wurde ebenfalls Abgeordneter.
Saure lebte als Landwirt in Landau. Von 1800 bis 1807 und erneut von 1810 bis 1815 war er Bürgermeister der Stadt Landau. Als solcher war er von (Herbst) 1814 bis (Herbst) 1815 Mitglied des Landstands des Fürstentums Waldeck.